# Pseudoanchotatus jacsewskii
Pseudoanchotatus jacsewskii är en insektsart som beskrevs av Liana 1980. Pseudoanchotatus jacsewskii ingår i släktet Pseudoanchotatus och familjen Proscopiidae. Inga underarter finns listade i Catalogue of Life.